# Лободови
Лободови (Chenopodiaceae) е семейство растения, използвано в някои по-стари класификации. В системата на Групата по филогения на покритосеменните от 2003 година (APG II), представителите му са включени в семейство Щирови (Amaranthaceae) въз основа на данните за тяхната филогения.